# بادج باتي
بادج باتي (بالإنجليزية: Budge Patty)‏ مواليد 11 فبراير 1924 في أركنساس، الولايات المتحدة، هو لاعب كرة مضرب أمريكي سابق بدأ مسيرته كمحترف سنة 1940 وكان يلعب باليد اليمنى، اعتزل اللعب في 1960. كما أنه أحد أبطال الجراند سلام. أعلى تصنيف له في الفردي كان المركز الـ 1 في سنة 1950.

## بطولات حققها
- بطولة ويمبلدون

## النهائيات

### الفردي (الألقاب 2, الوصافة 1)
| الحصيلة | السنة | البطولة          | المنافس في النهائي | النتيجة في النهائي      |
| ------- | ----- | ---------------- | ------------------ | ----------------------- |
| الوصافة | 1949  | البطولة الفرنسية | فرانك باركر        | 3–6, 6–1, 1–6, 4–6      |
| الفوز   | 1950  | البطولة الفرنسية | ياروسلاف دروبني    | 6–1, 6–2, 2–6, 5–7, 7–5 |
| الفوز   | 1950  | بطولة ويمبلدون   | فرانك سيدجمان      | 6–1, 8–10, 6–2, 6–3     |

## روابط خارجية
- بادج باتي على موقع رابطة محترفي التنس (الإنجليزية)
- بادج باتي على موقع الاتحاد الدولي لكرة المضرب (الإنجليزية)
- بادج باتي على موقع كأس ديفيز (الإنجليزية)
- بادج باتي على موقع قاعة مشاهير كرة المضرب الدولية (الإنجليزية)
- بادج باتي على موقع أرشيف التنس.كوم (الإنجليزية)
- بادج باتي على موقع خلاصة التنس.كوم (الإنجليزية)
- بادج باتي في موقع الاتحاد الدولي لكرة المضرب